# Fernando José
Fernando José Guimarães Rocha (Salvador, 17 de junho de 1943 – Rio de Janeiro,  28 de agosto de 1998) foi um locutor esportivo, radialista e político brasileiro. Foi prefeito de Salvador entre 1989 e 1993.

## Carreira
Fernando José era locutor de futebol e narrava jogos do Campeonato Baiano na TV Itapoan. Em 1992 narrou o clássico Ba-Vi ao lado de Raimundo Varela, o jogo resultou uma invasão de campo da torcida do Vitória após o árbitro expulsar dois jogadores no primeiro tempo. Apresentou, entre 1985 a 1987, juntamente com o repórter Guilherme Santos, o programa popular Balanço Geral, também na TV Itapoan, hoje pertencente a RecordTV. Elegeu-se em 1988 prefeito da capital baiana, Salvador, pelo PMDB, com apoio de seu antecessor, correligionário e colega de profissão, Mário Kertész e do então proprietário da emissora que trabalhava, o empresário das comunicações Pedro Irujo e o cantor e compositor Gilberto Gil, também eleito o vereador mais votado de Salvador no mesmo período. 
Teve dois filhos, Fernando "Baía", percussionista da banda Tihuana e do live de música eletrônica Lumière, e Maria Rocha, jornalista.
Faleceu de câncer em 28 de agosto de 1998, em Salvador.